# Рашван, Дониа
Дониа Рашван (араб. دنيا رشوان‎, англ. Donia Rashwan Mahmoud, род. 15 мая 1998) — египетская шоссейная и трековая велогонщица.

## Карьера
Дониа Рашван начала тренировалась в 2015 году вместе с Эбтиссамой Мохаммедой во Всемирном центре велосипедного спорта в Африке (World Cycling Centre Africa, WCCA), а в конце сезона в составе команды WCCA приняла участие в гонке 947 Cycle Challenge.
В 2016 году на юниорских гонках в рамках чемпионатов Африки выиграла золото на шоссе и получила серебро с бронзой на треке.
В следующие два года, 2017 и 2018, уже на взрослом уровне чемпионатов Африки по шоссейному и трековому завоевала в общей сложности восемь медалей (включая два золота) разного достоинства. Из них четыре в командных гонках вместе с Эбтиссамой Мохаммедой. После чего завершила велосипедную карьеру. 

## Достижения

### Шоссе
2016
 Чемпионат Африки – индивидуальная гонка (юниоры)
2017
 Чемпионат Африки — командная гонка (с Эбтиссам Мохаммед, Менаталла Эссам, Фатма Хагрус)

### Трек
2016
 Чемпионат Африки — командный спринт юниорки (с Эбтиссам Мохаммед)
 Чемпионат Африки — кейрин юниорки
2017
 Чемпионат Африки — командный спринт (с Эбтиссам Мохаммед)
2018
 Чемпионат Африки — командный спринт (с Эбтиссам Мохаммед)
 Чемпионат Африки — командная гонка преследования (с Эбтиссам Мохаммед, Мариам Мохамед, Али Надин Алаа Элдин)
 Чемпионат Африки — гонка по очкам
 Чемпионат Африки — скретч
 Чемпионат Африки — индивидуальная гонка
 Чемпионат Африки — спринт